# 171-ша резервна дивізія (Третій Рейх)
171-ша резервна дивізія (Третій Рейх) (нім. 171. Reserve-Division) — резервна піхотна дивізія Вермахту, що входила до складу німецьких сухопутних військ у роки Другої світової війни.

## Історія з'єднання
171-ша резервна дивізія була сформована 1 жовтня 1942 року у XI військовому окрузі у ході реорганізації резервної армії шляхом перейменування дивізії No 171. Потім дивізію відправили в окуповані Нідерланди, де розмістили в районі Арнема. У визначеній окупаційній зоні підрозділи з'єднання перебували тривалий час, оскільки дивізія не була моторизована. На початку листопада 1942 року 171-ша піхотна дивізія у складі 19-го та 71-го гренадерських полків, 19-го артилерійського дивізіону та 1071-ї роти винищувачів танків планувалося перетворити на дивізію «Брунгільда», але вона не була створена.
У лютому 1943 року дивізія була переведена в Діксмейде в Бельгії і використовувалася для організації берегової оборони визначеного сектору. Дивізію підпорядкували 15-й армії. З 23 листопада 1943 року дивізія перебувала при головнокомандувачі військ вермахту на Заході, була реорганізована і остаточно перетворена на 48-му піхотну дивізію в лютому 1944 року.

## Райони бойових дій
- Німеччина (жовтень 1942);
- Нідерланди (жовтень 1942 — лютий 1943);
- Бельгія (лютий 1943 — лютий 1944).

## Командування

### Командири
- генерал-лейтенант Фрідріх Фюрст (нім. Friedrich Fürst) (1 жовтня 1942 — 1 лютого 1944).

### Підпорядкованість
| Час      | Корпус    | Армія | Група армій (округ) | Штаб      |
| -------- | --------- | ----- | ------------------- | --------- |
| 1943     |           |       |                     |           |
| березень | LXXXII ак | 15 А  | Група армій «D»     | Діксмейде |
| травень  | LXXXIX ак | 15 А  | Група армій «D»     | Діксмейде |
| 1944     |           |       |                     |           |
| січень   | LXXXIX ак | 15 А  | Група армій «D»     | Діксмейде |

### Склад
| 1943                                      |
| ----------------------------------------- |
| 19-й резервний гренадерський полк         |
| 71-й резервний гренадерський полк         |
| 216-й резервний гренадерський полк        |
| 252-й резервний артилерійський полк       |
| 1071-ша протитанкова рота                 |
| 1071-й резервний інженерний батальйон     |
| 1071-й резервний самокатний ескадрон      |
| 1071-ша рота зв'язку                      |
| 1071-ше управління дивізійного постачання |